# Cecilia Mora
Pour les articles homonymes, voir Mora.
Cecilia Mora est une traileuse italienne née le 22 novembre 1966. Elle a remporté les championnats du monde de trail 2009 à Serre Chevalier, en France puis terminé deuxième des championnats du monde de trail 2011 dans le Connemara, en Irlande.

## Résultats

### Championnats du monde de trail
| Épreuve / Édition | Huntsville 2007 | Serre Chevalier 2009 | Connemara 2011 | Conwy 2013 |
| Résultat final    | —               | Or                   | Argent         | —          |

Légende :
- : première place, médaille d'or
- : deuxième place, médaille d'argent
- : troisième place, médaille de bronze
- — : n'a pas participé à cette épreuve